# Nick Diener
Nick Diener (26 de febrero de 1987, Flenton, Míchigan) es un músico estadounidense conocido por ser el vocalista de la banda de rock alternativo The Swellers.

## Historia conThe Swellers
A los 14 años, Nick empezó la banda con su hermano Jonathan y Nate Lamberts, un amigo de la ciudad. Grabaron tres demos en el 2002 y al otro año grabaron su primer disco.
Nick grabó con The Swellers los álbumes End of Discussion (2003), Beginning of the End Again (2005), My Everest (2007), Ups and Downsizing (2009) y Good For Me (2011).
Vive en Saginaw con su pareja Taylor Luft.

## Discografía con The Swellers
Discos grabados:
- End of Discussion (2003)
- Beginning of the End Again (2005)
- My Everest (2007)
- Ups and Downsizing (2009)
- Good For Me (2011)
- The Light Under Closed Doors (2013)